# Ringwil
El Ringwil es una corriente de agua ficticia creada por el escritor británico J. R. R. Tolkien para ambientar parte de las historias de su legendarium. Es un pequeño río, poco más que un arroyo, que fluye por la tierra de Beleriand, uno de los dos afluentes nombrados del río Narog.

## Etimología y significado del nombre
La etimología del nombre Ringwil es, probablemente, sindarin. El formante ring- es bien conocido, y significa ‘frío’. Se especula la posible traducción de ‘rociada fría’ para ring-wil.

## Ubicación geográfica
El Ringwil corre en dirección oeste-este por el Alto Narog, bosque del que posiblemente el Ringwil consigue su agua, por menos de 25 millas (unos 40 km) hasta precipitarse al Narog, su colector, formando una gran cascada, pues en ese punto el Narog está encajonado en una profunda garganta. Está al este del Nenning y al oeste de Doriath.

## Geología ficticia
Karen Wynn Fonstad especula que toda la «muralla larga» de Andram, y la zona del Alto Narog en particular, debiera haber sido de composición caliza fácilmente erosionable, hasta el punto de permitir la excavación de las profundas gargantas del Narog y el Ringwil, así como la zona kárstica que fue el germen de las ciudades subterráneas de Nulukkizdîn y Nargothrond.

## Historia ficticia
El lugar en el que el Ringwil se precipita sobre el Narog es un punto fácil de defender, y en él habían emplazado los enanos mezquinos su ciudad de Nulukkizdîn. Más tarde, el elfo Finrod aprovechó el mismo emplazamiento para, con la ayuda de los enanos de las Montañas Azules excavar la ciudad subterránea de Nargothrond. Se dice en El Silmarillion: «en el lado occidental de esta garganta, donde la pequeña corriente espumosa del Ringwil se precipitaba en el Narog desde el Alto Narog, Finrod estableció Nargothrond».
En el punto exacto en el que el Ringwil se incorporaba al Narog se construyó una puerta secreta de entrada a Nargothrond, que fue la elegida por Lúthien para escapar con Huan de la ciudad cuando Celegorm y Curufin la tomaron prisionera.